# Lilith (magazine)
Pour les articles homonymes, voir Lilith (homonymie).
Lilith Feministisch Infoblad est un magazine féministe publié en Belgique entre 1980 et 1987 par  le Vrouwen Overleg Komitee (comité consultatif des femmes) à la fin de la deuxième vague féministe.

## Vrouwen Overleg Komitee
Le Vrouwen Overleg Komitee (VOK), appelé Furia depuis 2017, est un groupe de consultation et d'action flamand, féministe et pluraliste créé en 1972 par, entre autres, Lily Boeykens. Il relie la réflexion sociale à l'action concrète. Il organise chaque année la journée des femmes du 11 novembre en Belgique.

## Le magazine
En 1979, un secrétariat est mis en place et, l'année suivante le VOK publie son propre magazine, Lilith : een feministisch maandblad (un magazine féministe mensuel). Lilith devient indépendant en 1981. Rita Mulier en est la rédactrice en chef.
Il est imprimé par l'imprimeur anversois De Wrikker.
Le magazine disparaît en 1987 faute de moyens financiers et devient un supplément du périodique néerlandais féministe Opzij (nl).
Le magazine est destiné à la publication d'informations diverses, intéressantes pour l'ensemble du mouvement des femmes. Un certain nombre de rubriques sont permanentes : l'éditorial, des débats, des reportages, des dossiers sur des femmes ou organisations de femmes, des interviews, un agenda des activités, et Zus en so : courrier des lecteurs et petites annonces. Le magazine est soigné graphiquement avec des illustrations, des dessins humoristiques et des bandes dessinées.
Parmi les collaboratrices notoires du magazine figurent Brigitte Raskin, Miet Smet, Hilde Uytterhoeven, Marijke van Hemeldonck et Monika van Paemel.

## Un nom symbolique
Le nom Lilith est une référence à une figure de la mythologie juive. Lilith est considérée comme un démon dans de nombreux contextes, mais dans ce contexte féministe, Lilith symbolise la femme à l'esprit libre. Dans l'histoire de la création (Genèse), Lilith apparaît comme la première épouse d'Adam. Elle est considérée comme un démon dans les religions où l'image du père est très importante. Elle n'est pas soumise comme Ève, et donc, depuis le XXe siècle, perçue comme un symbole de la femme libre d'esprit qui n'accepte pas les relations traditionnelles et l'oppression des femmes.